# Holoarctia
Holoarctia is een geslacht van vlinders van de familie spinneruilen (Erebidae), uit de onderfamilie Arctiinae.

## Soorten
- H. cervini (Fallou, 1864)
- H. fridolini (Torstenius, 1971)
- H. marinae (Dubatolov, 1985)
- H. puengeleri (Bang-Haas, 1927)
- H. pungeleri (Bang-Haas, 1927)